# James Edwin Creighton
James Edwin Creighton (8 avril 1861 – 8 octobre 1924) est un philosophe américain appartenant à la tradition idéaliste. Il défend une position idéaliste originale qu'il nomme « idéalisme spéculatif », inspirée de la philosophie spéculative du philosophe anglais Bernard Bosanquet, et selon laquelle toute connaissance ou système de pensée est une entreprise sociale.

## Parcours
James E. Creighton est né le 8 avril 1861 au Canada, à Pictou dans la province de la Nouvelle-Ecosse où il vit dans la ferme de ses parents jusqu'à l'âge de vingt-deux ans. 
En 1883, il intègre le Dalhousie College à Halifax pour y étudier la philosophie. C'est là qu'il a pour professeur de philosophie Jacob Gould Schurman qui devient son ami et mentor. Celui-ci est convaincu qu'il existe un lien entre le destin de l'Amérique comme médiateur entre les nations et le développement de l'idéalisme dans ce pays. Creighton le suit à l'Université Cornell en 1887 et y obtient son doctorat de philosophie en 1892. Cette même année, Schurman et lui fondent ensemble la Philosophical Review pour aider aux échanges culturels entre les pays. Quand Schurman devient président de l'Université Cornell, Creighton lui succède à la tête de la Sage School of Philosophy, une institution rattachée à l'Université. 
Creighton est un des fondateurs de l'Association philosophique américaine et son premier président, et de 1896 à sa mort, il est directeur américain des Kantstudien. Il tente de contribuer par ses activités d'universitaire à faire de la philosophie une entreprise collective, conformément à la conception qu'il se fait de l'activité philosophique. Il décède le 8 octobre 1924 à Ithaca, dans l'Etat de New York.

## Philosophie
James Creighton défend une variante d'« idéalisme personnel », ou « personnalisme », qu'il appelle « idéalisme spéculatif » et qui repose sur trois grand principes méta-philosophiques (principes définissant la philosophie elle-même) :
1. La philosophie est une activité sociale ;
2. L'histoire de la philosophie est au cœur de la philosophie en général ;
3. L'idéalisme spéculatif définit l'attitude philosophique[2].

Il se montre critique à l'encontre de l'idéalisme absolu, qui s'appuie pourtant lui aussi sur la collectivité humaine. Il lui reproche d'identifier l'esprit à la réalité, alors que la réalité connue dans l'expérience est selon lui indépendante de l'esprit. 
Il critique également l'« idéalisme pluraliste » de bon nombre de ses collègues philosophes – George Howison, Josiah Royce, Borden Bowne, par exemple. D'après Creighton, l'un de leurs torts est de tout réduire à des états de conscience et « comme il leur est impossible de réduire les choses à des états de conscience dans un esprit individuel », ils supposent que « cette difficulté peut trouver sa solution si l'on postule un Esprit Absolu, vaste réceptacle où les choses existent sous la forme d'idées ». Ces idéalistes croient cependant  pouvoir échapper au monisme de l'Absolu qu'implique leur conception mentaliste du monde en établissant que « la réalité se compose d'une pluralité d'esprits ». Mais si ces esprits sont conçus comme de simples « existences », il faut expliquer comment des esprits isolés « se combinent en un système ou ordre de réalité ». C'est pourquoi, pense Creighton, les idéalistes pluralistes ont en fin de compte recours presque tous à l'Esprit Absolu.
Il faut donc, selon Creighton, renoncer à la conception mentaliste du monde d'après laquelle tout est esprit et adopter une attitude critique à l'égard de l'expérience : celle-ci ne livre pas la signification totale des choses ni même la réalité profonde de mon être. Son pouvoir de connaissance est partiel, mais elle a « le pouvoir de découvrir ses propres imperfections et d'y porter progressivement remède. »

## Publications principales
- The Will, its Structure and Mode of Action (1892)
- An Introductory Logic (1902)
- Studies in Speculative Philosophy (1925)